# Parasemia cichorii
Parasemia cichorii là một loài bướm đêm thuộc phân họ Arctiinae, họ Erebidae.